# ابوطالب کازرونیان
سید ابوطالب کازرونیان (۱۲۶۰ - ۲۸ فروردین ۱۳۴۵) بازرگان و نماینده مجلس شورای ملی بود.
حاج سید ابوطالب کازرونیان، فرزند حاج سید محمود از بازرگانان شیراز بود. در انتخابات دوره نهم مجلس شورای ملی که در شیراز از دوازدهم تا ۲۶ آذر ۱۳۱۱ برگزار شد، با کسب ۳۸۷۷۲ رأی از مجموع ۶۲۰۰۸ رأی که به صندوق ریخته شد، به نمایندگی انتخاب شد. 
اولین پاساژ مدرن و سرباز در خیابان داریوش به نام پاساژ کازرونیان توسط ایشان ساخته شد و همچنین پارک بعثت کنونی شیراز در مجاورت باغ عفیف‌آباد تفرجگاه تابستانی ابوطالب کازرونیان و معروف به باغ اناری بود که فرزندان او در دهه هفتاد خورشیدی به شهرداری واگذار کردند. 